# إنداباميد
إنداباميد أو إينداباميد (بالإنجليزية: Indapamide)‏ هوَ دواء مُدر للبول شبيه بالثيازيد تم تسويقه من قبل مختبرات سرفير، يتم استخدامه بشكل عام لعلاج ارتفاع ضغط الدم بالإضافة لِعلاج قصور القلب. تتوافر مركبات تتضمن اتحاد بين هذا الدواء مع البيريندوبريل (مثبط الإنزيم المحول للأنجيوتنسين مُضاد لارتفاع ضغط الدم).

## الاسم العلمي
4-chloro-N-(2-methyl-2,3-dihydroindol-1-yl)- 3-sulfamoyl-benzamide

## الصيغة الكيميائية
C16H16ClN3O3S

## الوزن الجزيئي
365.835 g/mol

## آلية العمل
تعمل المدرات مثل الانداباميد من خلال التداخل مع نقل الملح والماء عبر خلايا محددة في الكليتين. ويعمل تأثيره على جعل الكلية تمرر كميات أكبر من البول. كما أنه يوسّع الأوعية الدموية. ويتم من خلال المشاركة بين هذين التأثيرين إنقاص ضغط الدم.

## الأشكال الصيدلانية
يتوفر بالأشكال التالية:
- مضغوطات ومضغوطات معدلة التحرر (يُحرر الإنداباميد بشكل بطيء جداً).
- قد يستخدم الإنداباميد وحده أو إلى جانب أدوية أخرى تعمل على إنقاص ضغط الدم. كما أنّه متوفر بشكل مضغوطة مشاركة مع perindopril arginine.

## الجرعة
- لمعالجة الوذمة: الجرعة المعتادة للبالغين

-جرعة ابتدائية: 2.5 ملغ فموياً مرة باليوم.
- لمعالجة ارتفاع ضغط الدم: الجرعة المعتادة لبالغين

-جرعة ابتدائية: 1.25 ملغ فموياً مرة في اليوم.

## إرشادات وطريقة الاستعمال
- قبل البدء بالمعالجة، اقرأ المعلومات المتوفرة في الدليل المرفق. ستفيدك في معرفة المعلومات عن الانداباميد وعن قائمة كاملة بالآثار الجانبية التي قد تختبرها أثناء تناوله.
- خذه كما أخبرك الطبيب تماماً. إن الجرعة المعتادة مضغوطة واحدة يومياً. وسينصحك الطبيب على الأرجح بأخذها صباحاً.
- ابلع المضغوطة مع الماء. يمكنك أخذها قبل أو بعد الوجبات.
- إذا وصف لك المضغوطات معدلة التحرر فينبغي بلعها كاملة. لاتكسرها، أو تسحقها أو تمضغها.
- إذا نسيت أن تأخذ المضغوطة، خذها حال تذكرها. إذا كان الوقت بعد 6pm مساء فينبغي تخطي الجرعة المنسية والاستمرار بشكل عادي في اليوم التالي. لا تأخذ مضغوطتين في نفس الوقت عندما تنسى جرعة ما.

## الآثار الجانبية
إن الآثار الجانبية عادة ما تكون خفيفة، وأكثرها شيوعاً الشعور بالغثيان والشعور بالدوار والطفح الجلدي.

### الآثار الجانبية الشائعة
- طفح أو حساسية زائدة للضوء: يصبح هذا مزعج، تحدث مع طبيبك للنصيحة.
- الشعور بالغثيان أو انزعاج معدي: الزم الأغذية البسيطة- تجنّب البهارات.
- الشعور بالدواء وبالتحديد عندما تقف (وذلك بسبب انخفاض ضغط الدم): يفيد بأن تستيقظ وتتحرك ببطء أكثر. إذا بدأت تشعر بالدوار استلق حتى لا تصاب بالدوار، ثم ابق لمدة بضع دقائق قبل أن تحاول الوقوف.

## تحذيرات
قبل أن تبدأ باستخدام الإنداباميد فإنّه من المهم أن يعلم طبيبك أو الصيدلي بما يلي:
- إذا كنت حامل أو مرضع.
- إذا كان لديك مشاكل كلوية أو كبدية.
- إذا كان لديك نقرس، أو سكري، أو ذئبة حمامية (SLS). قد تسوء هذه الأمراض بسبب المدرات.
- إذا أخبرك الطبيب بأنك تعاني من نقص مستويات الصوديوم أو البوتاسيوم في الدم، أو كان لديك مستويات كالسيوم عالية في الدم.
- إذا لديك مشاكل بالغدة الأدرينالية، يسمى داء أديسون.
- إذا كنت تعاني من البورفيريا.
- إذا كنت تتناول أية أدوية أخرى. وهذا يتضمن الأدوية المتوفرة بدون وصفة، مثل الأدوية العشبية والمكملات الغذائية.
- إذا عانيت سابقا من تفاعل تحسسي من الدواء. فإنه من المهم أن تخبر طبيبك فيما إذا كان لديك أي تفاعل غير اعتيادي تجاه الدواء كما هو المعروف تجاه السلفوناميد.

## الحفظ والتخزين
- ابق كل الأدوية بعيداً عن متناول الأطفال أو مرآهم.
- احفظه في مكان جاف ومعتدل بعيداً عن الحرارة أو الضوء المباشر.